# Омег бедринцевий
Омег бедринцевий (Oenanthe pimpinelloides) — вид квіткових рослин родини окружкових (Apiaceae).

## Біоморфологічна характеристика
Це гілляста гола багаторічна рослина 25–100 см заввишки. Коріння з яйцеподібними бульбами. Листки двічіперисторозсічені. Прикореневі листки яйцювато-трикутні, 3-4-перисті, до 22 × 10 см; кінцеві членики яйцеподібні. Стеблові листки з лінійними кінцевими сегментами. Зонтики кінцеві або супротивні до листків. Променів 6–15. Зонтики 30–60-квіткові. Плоди призматичні, 3–4 мм.

## Поширення
Марокко, Європа (Албанія, Бельгія, Болгарія, Франція, Велика Британія, Греція, Ірландія, Італія, Крим, Нідерланди, Північний Кавказ, Португалія, Румунія, Іспанія, Словенія, Хорватія, Боснія й Герцеговина, Сербія, Чорногорія, Македонія), Західна Азія (Ліван-Сирія, Палестина, Південний Кавказ, Туреччина [у т. ч. європейська]).
В Україні вид зростає на вологих місцях, біля берегів річок, джерел — у Криму, рідко.